# Joseph Bastide (homme politique)
Pour les articles homonymes, voir Joseph Bastide et Bastide.
Joseph Bastide, né le 29 août 1876 à Béziers (Hérault) et mort le 6 janvier 1957 à Rodez, dans le département de l'Aveyron, est un avocat et homme politique français.

## Biographie
Avocat, bâtonnier du barreau de Rodez, il n'exerce aucun mandat politique quand le Congrès républicain national lui demande de se porter candidat aux élections législatives de 1936. Après une intense campagne axée sur la dénonciation du danger communiste incarné par le Front populaire, il est élu au premier tour devant un candidat radical. Il rejoint, à la Chambre des députés, le groupe de la Fédération républicaine de France, le grand parti de la droite conservatrice de la Troisième République.
S'étant abstenu lors du vote des pleins pouvoirs au maréchal Pétain le 10 juillet 1940, il effectue son retour en politique après la Libération du territoire en devenant délégué à l'Assemblée consultative provisoire en 1944. Il y prend position en faveur d'une plus grande clémence des Cours de justice.
En 1945, lors des élections à la Première constituante, il conduit la Liste républicaine de défense agricole dont il est le seul élu. Il rejoint le groupe de l'Unité républicaine qui devient après quelques semaines le groupe du Parti républicain de la liberté auquel il n'adhère cependant pas par fidélité à la Fédération républicaine, et quitte le groupe parlementaire le 12 février. Son grand combat concerne alors la lutte contre certaines réquisitions de titres de presse, qu'il juge arbitraire. Il ne se représente pas aux élections à la seconde constituante et décède à Rodez en 1957.

## Sources
- « Joseph Bastide (homme politique) », dans le Dictionnaire des parlementaires français (1889-1940), sous la direction de Jean Jolly, PUF, 1960 [détail de l’édition]